# 野西瓜苗
野西瓜苗（学名：Hibiscus trionum），又名香鈴草、小秋葵、打瓜花、山西瓜秧，是一種錦葵科木槿属一年生草本植物。

## 形态
野西瓜苗的分枝横升或斜升，半空心，上有白色開叉的細毛，高約20-50cm，但亦有高至80cm或1米的。葉3至5个掌状全裂或深裂，裂片倒卵形，裂片再羽状分裂；两面具星状刺毛。花单生于叶腋，花冠外表黄色、內裡酒紅色，雌雄同體，柱頭長約1.1cm，亦是酒紅色。分果瓣5枚。
- 野西瓜苗的花
- 干燥的果实与种子

## 分布
野西瓜苗原生於地中海東部，但後來在南歐擴散。雖然被當作野草處理，亦有當作觀賞植物種在後園的。由於人口的移動，這種植物目前已從歐洲擴散到北美。

## 延伸阅读
[在维基数据编辑]
 《植物名實圖考·野西瓜苗》，出自吳其濬《植物名實圖考》

## 外部連結
- Missouri Flora Web page: Hibiscus trionum L.
- （简体中文）中国数字植物标本馆中的相关内容：野西瓜苗
- 野西瓜苗 Yexiguamiao （页面存档备份，存于），藥用植物圖像數據庫（香港浸會大學中醫藥學院）（繁體中文）（英文）